# A másik nő (Lost)
2008. március 6-án került először adásba az amerikai ABC csatornán a sorozat 76. részeként. Drew Goddard és Christina M. Kim írta, és Eric Laneuville rendezte. Az epizód középpontjában Juliet áll.  
|  | Alább a cselekmény részletei következnek! |

## Az előző részek tartalmából
Dan és Charlotte megérkeznek a szigetre. Locke tudja, hogy nem a megmentésükre jöttek, és Jack is kételkedni kezd, mikor megtalálja a gázmaszkokat a táskában. Végül Dan beismeri, hogy nem a túlélők megmentése az elsődleges céljuk.

## A folytatás
"Az első jelenet egy flashback. Juliet-et egy héttel a szigetre kerülése után láthatjuk, amint üldögél egy váróban. Nem sokkal később egy nő nyit be a szobába. A neve Harper Stanhope. Ő a többiek terapeutája. Harper Juliet beilleszkedése felől érdeklődik, mire a nő megjegyzi nagyon zavarja, hogy amióta csak itt van, mindig ő van a középpontban. Miközben a két nő beszélget megjelenik Tom, és közli Juliettel, hogy Ben látni akarja őt. Miután elhagyják a házat, Burke megpillantja Benjamint, aki egy virágcsokorral várja őt. A férfi megmutatja Julietnek az üdvözlő ajándékát, ami nem más, mint egy saját két hálószobás ház, amit teljesen berendeztek neki. Külön erre az alkalomra még egy klasszikus zenei gyűjteménnyel is meglepték. Burke szóhoz sem jut, mire meg is jegyzi, hogy csak 6 hónapot szándékozik maradni a szigeten."
A szigeten Juliet a sátrát próbálja helyre rakni Sun segítségével. Megjelenik Jack, és Danék után kérdez. Jin elmondja, hogy látta őket bemenni a dzsungelbe, de nem szólt, mert azt hitte, hogy barátok. A doki kutatócsoportot szervez a jelenlévőkből, majd szétválnak, hogy hamarabb megtalálják őket. Juliet közben találkozik a semmiből előkerülő Harperrel, aki azért jött, hogy elmondja Ben parancsát: meg kell ölni a fizikust és a társát, akik a Viharba tartanak, mert ha rájönnek, hogy mire használják az ottani gázt, akkor mindenki meg fog halni. Hirtelen megjelenik Jack, aki meglátja a pszichológust, de az hirtelen, suttogások közepette eltűnik.
Flashback: "Hónapokkal később Burke a betegszobában sírdogál egyik páciense (Henriett) elvesztése miatt. Pár perccel később a nő zajokat hall a raktár felől, és azonnal odasiet. Egy számára idegen férfit talál ott, aki épp próbált egy kis gézt beszerezni a frissen szerzett sérülésére. Az idegen elkezd magyarázkodni, hogy épp az erőműnél dolgozott, amikor a trafó megégette a karját. Juliet nekikezd ellátni az égési sérülést, mikor a férfi szóba hozza Henriett esetét. Burke magát hibáztatja, hogy nem képes megmenteni a terhes nőket, de a sérült alak próbálja a tudtára adni egyáltalán nem az ő hibája. Senki nem várja el tőle, hogy egyik napról a másikra gyógymódot találjon erre problémára. A lány elmeséli, hogy nem igazán könnyű barátokat szereznie, ráadásul Harperrel nem igazán jönnek ki. Úgy érzi Harper Stanhope egy gonosz nőszemély. A pasas elmosolyodik és megjegyzi, hogy az említett hölgy az ő felesége. Miután Julietnek sikerült ellátnia a fickó karján lévő égési sebet, megkéri páciensét nem mondja el a feleségének, azokat a dolgokat, amiket róla mondott, cserébe ő titokban tartja a sérülésének valódi okát. A doki a látottak alapján rögtön rájött, hogy vegyi anyag okozta az égést a karján. A férfi megfogadja Burke tanácsát, és miközben kifelé tart a szobából, megfordul és bemutatkozik. A neve Goodwin."
Jack és Juliet tovább menetelnek a dzsungelben, közben a doki próbál mindent megtudni a Viharról. A nő azonban csak annyit mond róla, hogy az épület felelős az áramellátásért, de többet nem mondhat róla.Már felkelt a nap, Charlotte és Dan a pataknál pihennek, közben a helyes utat böngészik a sziget térképén. A fizikus aggodalmát fejezi ki, szerinte nem képes megoldani a feladatot, Lewis viszont bátorítja társát. A fák közül kilép Kate, akire Charlotte fegyvert fog, de hamar rendeződik a helyzet. Austin érdeklődik a megmentők céljáról, akik azt hazudják, hogy lemerült a telefon akkumulátora, ezért megpróbálnak egyet találni a helikopterből kidobott felszerelés között. Szeplőske azonban észreveszi, hogy a telefonnak semmi baja, ezért belenéz a táskába, ami Dan mellett van. Gázmaszkokat talál benne, de egy óvatlan pillanatban Lewis leüti őt.Jack és Juliet még mindig a rengetegben baktatnak, közben a férfi Harperről érdeklődik. Juliet elmondja, hogy a pszichológusok volt, de a doki túl ellenségesnek találja az idegent erre a munkakörre. Burke felhozza, hogy Jacknek is biztos vannak olyan dolgai, amiket nem mondana el. A sebész pedig viccesen megjegyzi, hogy Juliet úgyis elolvasta azokat az aktájában. A doktornő erre azzal válaszol, hogy a saját aktáját nem akarná látni senki sem a benne szereplő dolgok miatt.
Flashback: "Juliet épp Bennel vitatja meg a szigeten kialakult terhességi problémát a laborban, amikor Goodwin derűsen beviharzik. Amikor a férfi meglátja Bent, zavarodottságában megkérdezi őket, hogy elfogyasztanák-e Ethan szendvicsét, mert ő megbetegedett. Burke és Ben is lemond a kínálkozó lehetőségről. Goodwin miután észrevette nem a legjobb időzítést választotta, magára hagyja dolgozó társait. Ben egyből észrevette, hogy Juliet és Goodwin között csak úgy szikrázik a levegő. A nap folyamán, Harper féltékenységi jelenetet rendez a Juliettel folytatott terápiás foglalkozáson. A nő meg van róla győződve, hogy férje vele csalta meg. Juliet sértődésében feláll, majd távozni akar, de Stanhope felvilágosítja, hogy látta őket kettesben. Burke nem győz elnézést kérni az okozott fájdalmakért. A nő viszont felhívja a figyelmét, hogy fejezze be találkákat, mert nagyon meg fogja bánni. Mint kiderült Benjamin is komoly érzelmeket táplál iránta."
Locke nyulat pucol, mikor odalép hozzá Claire. Érdeklődik Miles felől, majd felhozza, hogy ő beszélhetne vele, biztos 
könnyebben elmondaná neki a hajósok valódi célját, mint a kopasznak, aki Bennel karöltve folyamatosan árt a jövevényeknek. John végül lemegy az alagsorba, és átadja az ételt és a tiszta ruhákat a fogolynak. Benjamin a forradalomról érdeklődik, ami szerinte hamarosan ki fog törni, hiszen Locke-nak, mint vezetőnek, nincs terve. Linus viszont rendelkezik eggyel, amiben John felvetése szerint helyet kapott a 3,2 millió dollár is, ezért gúnyosan átnyújt a foglyának pár dollárt, mint kezdőtőke. Ben felhozza a közös ellenség témát, de Locke nem akar a hajóról beszélni. Benjamin felfedi, hogy tudja, ki a vezetőjük, és ezt hajlandó is elmondani, ha kiengedik, és normális ember módjára élhet. A kopasz nem hisz neki, azonban a Többiek „vezetője” utolsó esélyeként felajánlja, hogy megmutat valamit.
Flashback: "Goodwin és Juliet egy privát partszakaszon piknikeznek a barrakoktól távol. Goodwin szóba hozza, hogy ideje lenne nyilvánosságra hozni kettejük kapcsolatát. Már egy éve megromlott a kapcsolata a feleségével, és Bennek is ideje megtudni az igazat. Juliet nem tartja ezt jó ötletnek. Goodwin elmondja az egész tábor tud róla, hogy Benjamin is szerelmes belé, de ez őt nem érdekli. Ráadásul Bennek komolyabb problémái is vannak, minthogy kettejük kapcsolatával törődjön. A katasztrófa napján Ben miután látta lezuhanni az Oceanic Airlines 815-ös járatát, megkéri Goodwint és Ethant, hogy épüljenek be a túlélők közé."
Jack és Juliet megtalálják az eszméletlenségéből ébredező Katet. A doktornő felajánlja, hogy elmegy vízért. Közben Austin és Shephard elmondják a történteket, majd a nő felhívja a doki figyelmét, hogy a megmentőiknél gázálarcok vannak. A sebész Juliet után kiált, de ő már eltűnt. A faluban közben Locke a megkötözött Bent kíséri fel a nappaliba, de még mindig aggódik amiatt, hogy a fogoly esetleg megszökhet/megszöktethetik. Benjamin azonban elveti ezt az ötletet, majd a kopaszt az egyik kép mögötti széfhez irányítja, amiben egy videókazetta van. Berakják a magnóba, és elkezdik nézni a felvételt. Charles Widmore látszik rajta, aki Ben egyik emberét ütlegeli, hogy megtudja, hol a sziget, hiszen ki akarja használni a különleges képességeit, ezért is küldte a hajót. A film igen rövidre sikerült, mert közben észrevették a személyt, aki felvette az eseményeket. Ezután Benjamin elővesz egy aktát, amiben minden információ benne van Widmoreról. Sajnálatát fejezi ki, hogy nem adta át előbb, de ez volt az utolsó aduásza. John azonban még valamit tudni akar: ki a kém a hajón? Linus szívesen válaszol rá, de szerinte jobb lesz, ha Locke előbb leül. Jack és Kate követik a nyomokat, közben a doki arról érdeklődik, miért ment el Kate a faluba. A nő elmondja, hogy tudni akarta, tudnak-e az előéletéről, és erről meg is bizonyosodott. Juliet eközben megérkezik a Viharhoz.
Flashback: "3 héttel a katasztrófa után Ben meghívja Juliet-et egy vacsora partira. Erről azonban kiderül, hogy egy privát alkalomról van szó, amin csak ők ketten vesznek részt. Juliet nem érti Goodwin miért nem tért még vissza, hiszen a listán szereplő túlélőket már elhozták. Ben úgy véli a férfi próbálja meggyőzni arról, hogy Ana Lucia is a listára való. Linus eközben hátsó szándékkal próbálja a lányt beetetni arról, hogy Goodwin kikezdett Cortezzel. A férfi világosan Juliet tudtára adja Goodwin még nem térhet vissza a küldetéséről, de egyben meg is ígéri, hogy hamarosan befejezi feladatát."
Juliet belép a folyosóra, ahol a hangszórókból a Hattyúból már ismerős női hang szirénázás közepette figyelmeztet a veszélyekre, mivel valaki illetéktelenül akar belépni a rendszerbe. A doktornő meglát egy védőöltözetes embert, aki a számítógépnél ügyködik, le is megy hozzá, majd ráfogja a fegyvert. Dan megfordul, és értetlenkedve néz a nőre, hamarosan azonban visszafordul, hogy folytassa munkáját. Burke azt hiszi, hogy Faraday el akarja őket gázosítani, de a férfi azt magyarázza, hogy ő épp meg akarja őket menteni. Közben beoson a képbe Charlotte, és verekedni kezd Juliettel, a fizikus pedig próbálja közömbösíteni a gázt a hátralévő 40 másodperc alatt. A doktornő kerekedik felül, de Lewis próbálja elmagyarázni, hogy Ben tervét próbálják megakadályozni, nehogy meg tudja ölni az embereket a méreggel. Dan az utolsó pillanatokban is próbálkozik, végül 2 másodperccel a gáz szabadon engedése előtt sikerül leállítania a folyamatot.
Flashback: "A végső flashbackben Burke épp Jack aktáját olvasgatja, amikor meglátogatja Linus. A férfi elviszi Juliet-et arra a helyre, ahol Ana kinyírta Goodwint. Ben felfedi, hogy tudott kettejük kapcsolatáról, mire a nő megjegyzi, hogy szándékosan elküldte Goodwint erre az öngyilkos küldetésre. A nő próbálja megtudni, mire volt jó ez az egész, mire Ben a képébe vágja, hogy az ő tulajdona, és csak ezért akarta, hogy a szigeten maradjon. Magyarul szólva, ha az övé nem lehet, akkor senkié se."
Juliet és Charlotte kisétálnak a Viharból, éppen ekkor érkezik meg Jack és Kate is. Austin fegyvert ránt, de Lewis elmondja, hogy ők mentették meg az életüket, szívesen elmagyarázza, ha bemennek a létesítménybe. A doki kint marad a doktornővel, aki elmondja, Benjamin megparancsolta neki, hogy végezzen a megmentőikkel, de ők igazából azért jöttek, hogy hadba szálljanak Bennel. Sajnos ő fog nyerni, ezért Jacknek minél távolabb kell lennie tőle (Juliettől), mert Linus képes lenne megölni őt, mert nem bírja elfogadni a tényt, hogy Burke nem az övé. Shephard megcsókolja a nőt, és közli, őt nem érdekli a veszély. A faluban Hurley és Sawyer patkódobást játszanak, amikor meglátják Bent, aki vidáman sétál egy házba. A férfi nem mond egyebet, csak azt, hogy találkoznak a vacsoránál.
|  | Itt a vége a cselekmény részletezésének! |